# Sokolovići (gmina Sokolac)
Sokolovići (cyr. Соколовићи) – wieś w Bośni i Hercegowinie, w Republice Serbskiej, w mieście Sarajewo Wschodnie, w gminie Sokolac. W 2013 roku liczyła 26 mieszkańców.